# Music from Big Pink
| Críticas profissionais | Críticas profissionais |
| Avaliações da crítica  | Avaliações da crítica  |
| Fonte                  | Avaliação              |
| ---------------------- | ---------------------- |
| allmusic               | 5 de 5 estrelas.       |
| Rolling Stone          | 5 de 5 estrelas.       |

Music from Big Pink é o álbum de estréia da banda de rock The Band, lançado em 1968. Apresenta uma das canções mais conhecidas do grupo, "The Weight".

## Faixas
1. "Tears of Rage"
2. "To Kingdom Come"
3. "In a Station"
4. "Caledonia Mission"
5. "The Weight"
6. "We Can Talk"
7. "Long Black Veil"
8. "Chest Fever"
9. "Lonesome Suzie"
10. "This Wheel's on Fire"
11. "I Shall Be Released"

### Bônus
O álbum foi relançado em CD em 29 de agosto de 2000, em versão remasterizada e trazendo as seguintes faixas bônus:
1. "Yazoo Street Scandal"
2. "Tears of Rage"
3. "Katie's Been Gone"
4. "If I Lose"
5. "Long Distance Operator"
6. "Lonesome Suzie"
7. "Orange Juice Blues (Blues for Breakfast)"
8. "Key to the Highway"
9. "Ferdinand the Imposter"

## Créditos
- Rick Danko – baixo, fiddle, vocais
- Levon Helm – bateria, violão, percussão, vocais
- Garth Hudson – órgão, piano, clavinete, saxofone tenor e soprano
- Richard Manuel – piano, órgão, bateria, vocais
- Robbie Robertson – guitarra, vocais
- John Simon – produção, trompete barítono, saxofone tenor, piano
- Don Hahn – engenheiro-de-som
- Tony May – engenheiro-de-som
- Shelly Yakus – engenheiro-de-som
- Bob Dylan – pintura da capa
- Elliott Landy – fotografia